# Lancement d'un navire
Pour les articles homonymes, voir Lancement.

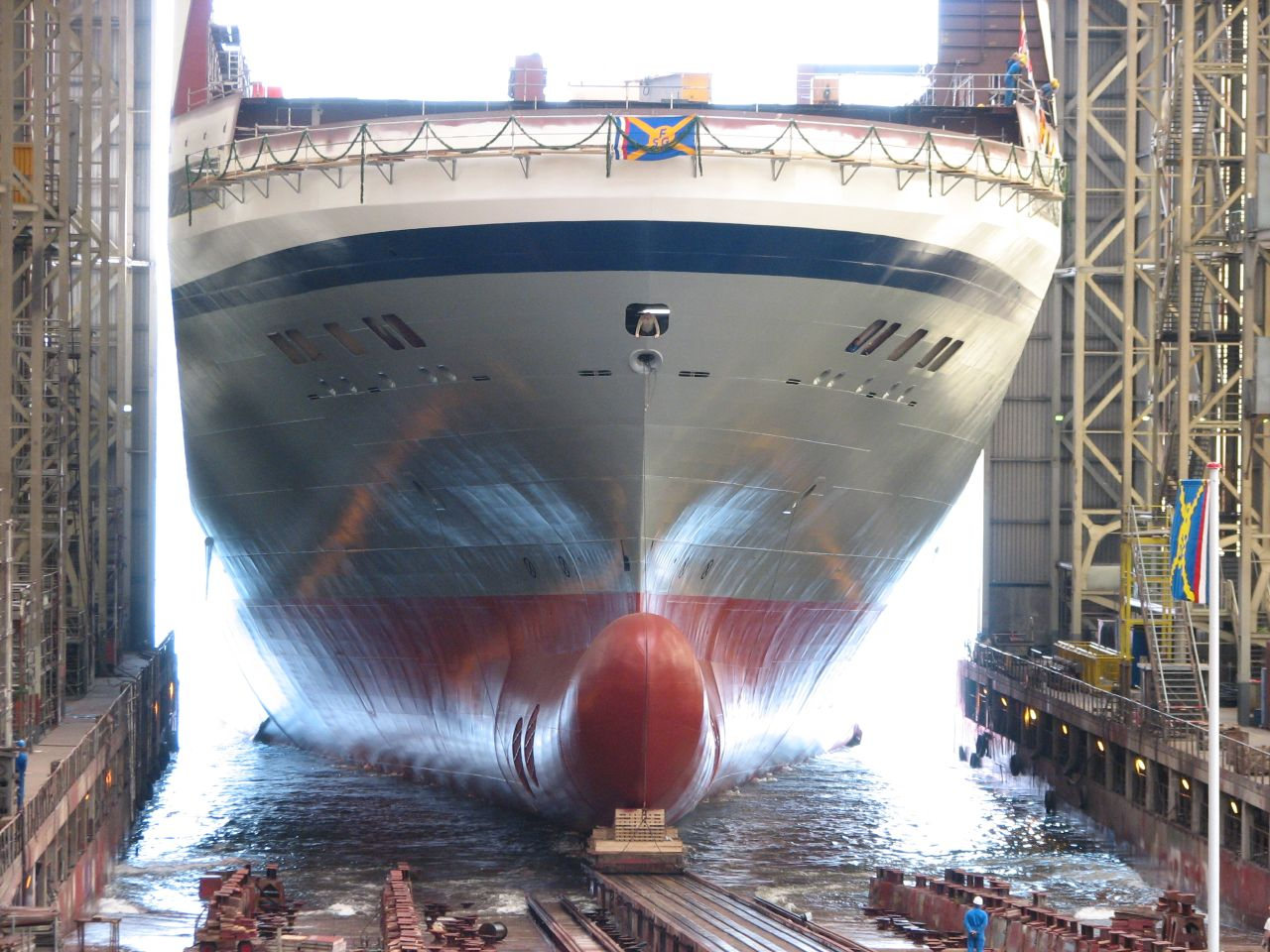
Lancement d'un navire par la poupe.

Le lancement d'un navire est sa mise à l'eau par glissement sur un plan incliné. Le bâtiment, dont la coque et les ponts sont entièrement terminés, est lancé par l'arrière (la poupe). Son achèvement, superstructures et installations, se fait à flot. Cette étape précède donc sa mise en service.

## Présentation
Lorsqu'un bateau est construit, le lancement est le moment où il est mis à l'eau pour la première fois. Cette mise à l'eau se déroule de manière variable, selon la taille du bateau et selon la distance à la mer. Parfois le bateau est construit dans une cale sèche qui ressemble à une écluse, celle-ci est remplie d'eau pour son lancement.
Ce n'est que récemment que les bateaux, trop grands ou trop lourds, ou au contraire ceux pouvant être soulevés par une grue, n'ont plus été construits sur un terrain incliné, perpendiculaire à une étendue d'eau, pour qu'une fois toute la coque et les superstructures achevées, les éléments retenant le bateau soient enlevés, le laissant glisser vers l'eau. D'où le nom de cette opération, très délicate puisqu'elle peut, si elle échoue, compromettre tout le travail du chantier naval. Les étapes de finition sont réalisées à quai.
Le lancement par le travers s'effectue quelquefois pour des unités de petit et moyen tonnage, lorsqu'on ne dispose pas d'un plan d'eau suffisant. Le contact avec l'eau peut être brutal si le chemin de glissement n'est pas assez prolongé sous la surface.

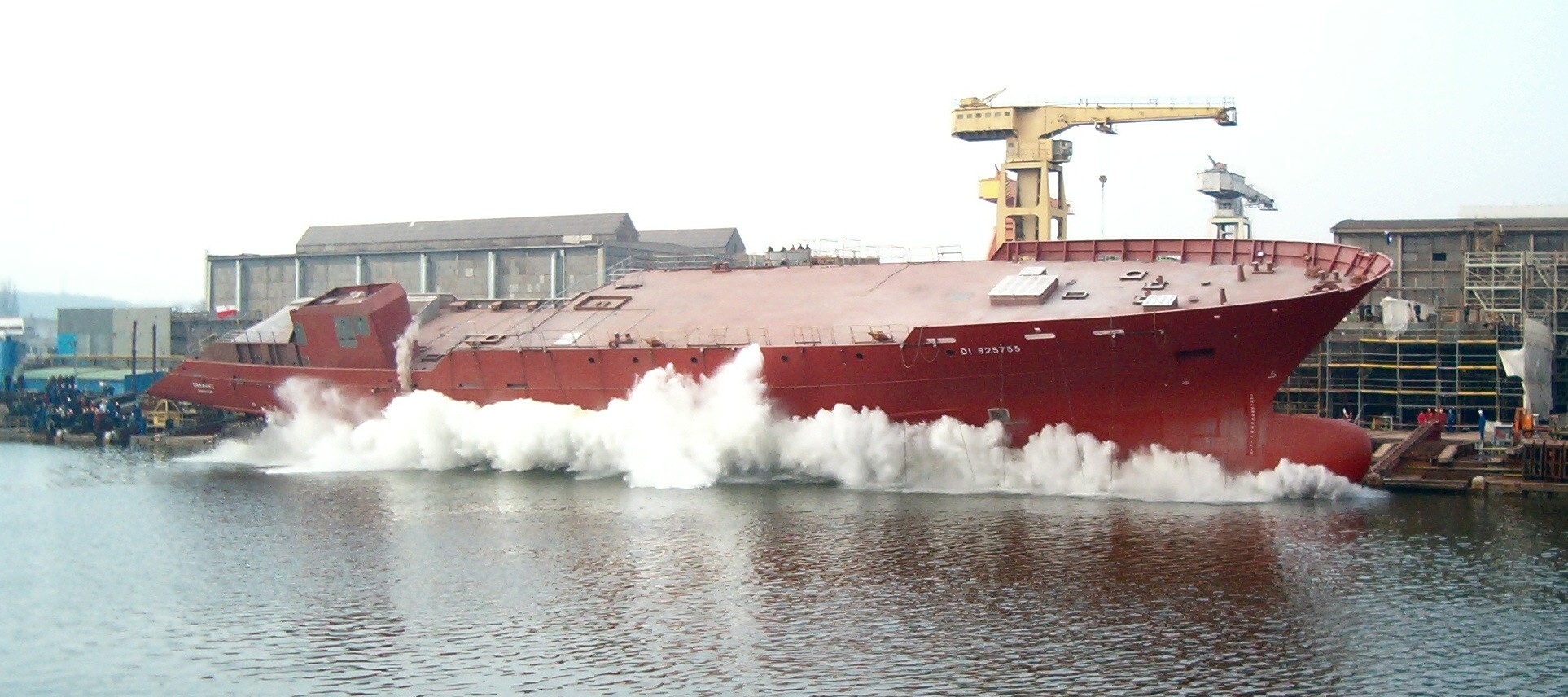
Lancement d'un navire par le travers.
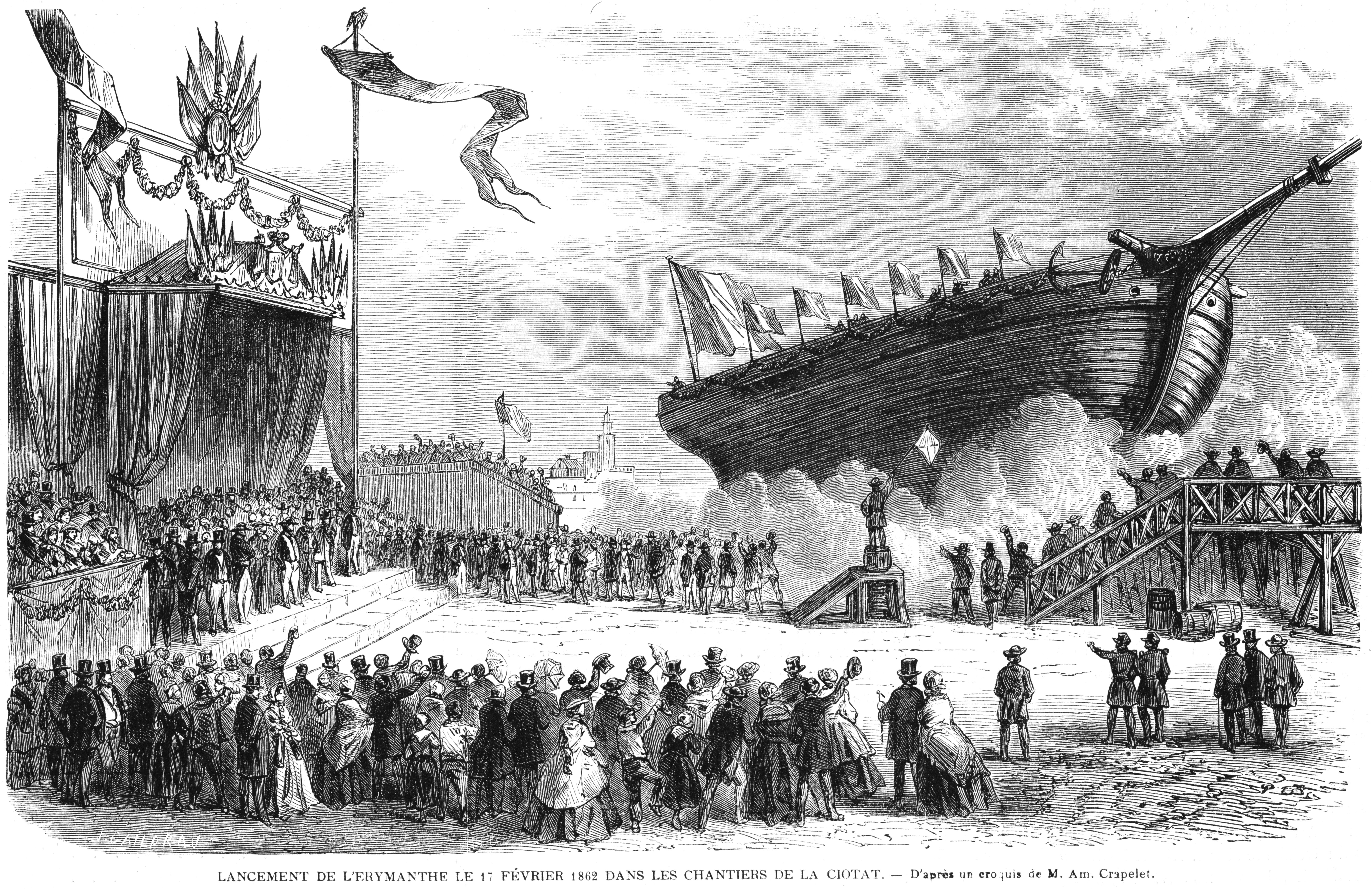
Lancement de l'Erymanthe le 17 février 1862 dans les chantiers de La Ciotat (L'Illustration 1862).
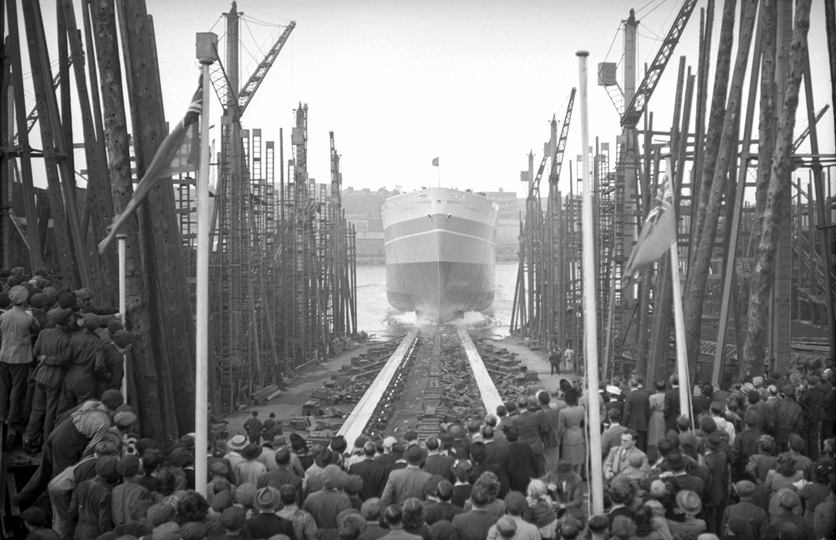
Lancement du St Essylt, au chantier naval North Sands de J.L. Thompson & Sons, Sunderland, le 15 septembre 1947.
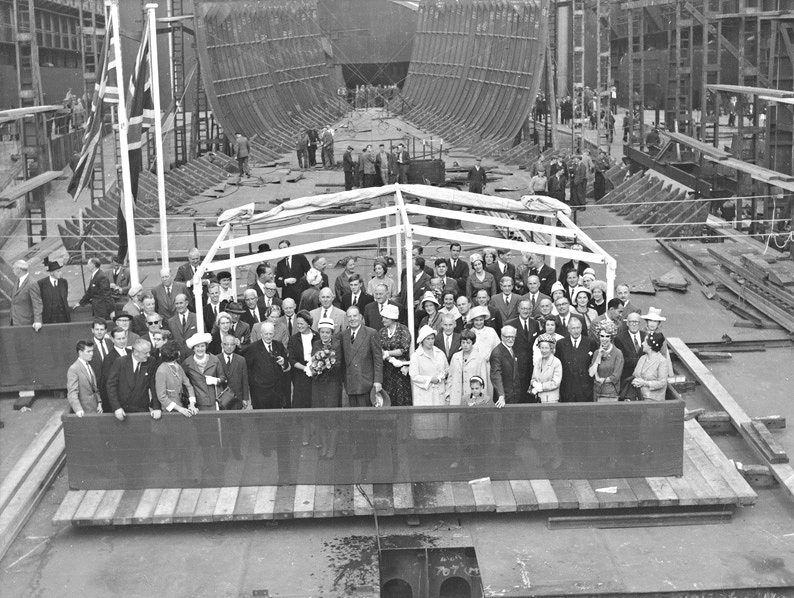
Soirée de lancement du cargo Eastern Rover au chantier naval North Sands de J.L. Thompson & Sons le 28 juillet 1961, avec un sister-ship en arrière-plan.